# لی سونگ-ایل
این یک نام کره‌ای است؛ نام خانوادگی لی است.
لی سونگ-ایل (انگلیسی: Lee Sang-il؛ زادهٔ ۶ ژانویهٔ ۱۹۷۴) در استان نیگاتا یک کارگردان فیلم، و فیلم‌نامه‌نویس اهل ژاپن است. او با فیلم دختران رقاص هولا برنده جایزه آکادمی فیلم ژاپن برای بهترین کارگردانی و بهترین فیلمنامه شد.